# Bucket List
Bucket List è il quinto singolo estratto dall'album The Spirit Indestructible della cantante Nelly Furtado, il singolo è stato pubblicato il 22 febbraio 2013 e ne è stato girato un video ufficiale, caricato lo stesso giorno nel VEVO della cantante.